# Брезовляни (Хорватія)
45°56′ пн. ш. 16°34′ сх. д. / 45.94° пн. ш. 16.57° сх. д.
Брезовляни (хорв. Brezovljani) — населений пункт у Хорватії, у Копривницько-Крижевецькій жупанії у складі громади Светі-Іван-Жабно.

## Населення
Населення за даними перепису 2011 року становило 305 осіб.
Динаміка чисельності населення поселення: